# MCG+12-02-001
MCG+12-02-001 – zniekształcona para galaktyk znajdująca się w gwiazdozbiorze Kasjopei w odległości około 200 milionów lat świetlnych od Ziemi. Para ta została zniekształcona przez oddziaływanie grawitacyjne, które odrzuciło materię w dwóch przeciwnych kierunkach. Większa galaktyka znajduje się w górnej części obrazu, mniejsza przypominająca wulkan w dolnej. Jasne jądro mniejszej galaktyki znajduje się u szczytu „wulkanu”. Galaktyka MCG +12-02-001 jest jasna w podczerwieni, gdyż promieniuje z siłą ponad sto miliardów razy większą niż jasność Słońca.